# Alexander Škultéty (1485)
Alexander Škultéty, také Alexander Scultetus nebo Sculteti (* kolem roku 1485 Tczew, Královské Prusko ; † kolem roku 1564 v Římě) byl kanovník a kancléř varmijské kapituly, historik a kartograf. Na počátku 16. století byl vedle Bernharda Škultétyho a Johanna Škultétyho jedním ze tří lidí v okruhu Mikuláše Koperníka, kteří nesli latinizované jméno Scultetus/Sculteti (česky Škultéty, z německého Schulz, Schultheiss).

## Život
Po ukončení školy v Tczewě studoval Škultéty práva a teologii na krakovské akademii. Po ukončení studia práv byl vysvěcen na kněze. V roce 1509 začal Škultéty pracovat jako notář v papežské kurii a o deset let později byl jmenován kanovníkem na kapitule varmijské diecéze ve Fromborku. Jeho předchůdce Bernhard Korner převzal úřad od Andrease Koperníka (také: Koppernigka), bratra Mikuláše Koperníka. Škultéty se stal blízkým spolupracovníkem Mikuláše Koperníka. V letech 1530 až 1539 byl Škultéty sekretářem katedrální kapituly; měl námitky proti tomu, aby se biskupy stali Johannes Dantiscus a Stanislaus Hosius . Kromě pozice ve Varmii byl také kanovníkem v Dorpatu a Revalu. Jako vědec byl činný i v oblasti historie a geografie a je považován za autora prvních map Livonska.
Škultéty byl zastáncem reformace iniciované Martinem Lutherem, a proto se dostal do konfliktu nejprve s katedrální kapitulou a poté s inkvizicí. V roce 1540 byl Johannem Dantiscem obviněn z kacířství a králem Zikmundem I. vypovězen z Polska. Škultéty odešel do Říma, byl tam souzen inkvizicí a strávil tři roky jako vězeň v Castel Sant'Angelo. Na naléhání některých kardinálů, byl Škultéty nicméně v roce 1544 znovu osvobozen a rehabilitován po Dantiscově smrti. Škultéty pobýval až do své rehabilitace v Římě, kde také vyšla Chronographia, sive annales omnium fere regum, principum, která je považována za první chronologické shrnutí událostí a historických vládců světa. Podrobněji se různými informacemi o jejich publikaci zabývají Stefan Kirschner a Andreas Kühne ve svých biografických studiích o Mikuláši Koperníkovi.
V pozdějších letech byl Škultéty, který byl v roce 1548 znovu ustanoven jako kanovník, opětovně zatčen a krátce poté zproštěn viny.

## Dílo
- Alexander Scultetus: Catalogus rerum Pruthenicarum, praesertim Warmiensium. 1529 (pokládáno za ztracené).
- Alexander Scultetus: Chronographia, sive Annales omnium fere regum, principum et potentatuum ab orbe condito usque ad hunc annum Domini 1545. Girolamo Cartolari, Řím 1546 (digitale-sammlungen.de).